# FK AP Brera Strumica
FK Akademija Pandev Brera Strumica (Macedonisch: ФК Академија Пандев Брера Струмица) is een Macedonische voetbalclub uit Strumica, voornamelijk bekend als AP Brera Strumica.
De club werd in 2010 als jeugdacademie opgezet door voetballer en naamgever Goran Pandev als Akademija Pandev. Sinds 2014 heeft de club ook een seniorenteam. In 2017 won Akademija Pandev de Vtora Liga waardoor het naar de Prva Liga promoveerde. In 2019 wonnen ze de beker. In 2022 ging de club samenwerken met de Italiaanse club Brera Calcio en werd een jaar later door deze club overgenomen waardoor ook de naam gewijzigd werd. 

## Erelijst
- Vtora Liga

Winnaar: 2017
- Beker van Macedonië

Winnaar: 2019
Finalist: 2021

## Eindklasseringen
| 1 |

| 1 |

| 6 |

| 3 |

| 7 |

| 7 |

| 2 |

| 9 |

| 7 |

| Prva Liga | Vtora Liga | Treta Liga |

## In Europa
#Q = #kwalificatieronde, T/U = Thuis/Uit, W = Wedstrijd, PUC = punten UEFA coëfficiënten .
Uitslagen vanuit gezichtspunt FK Akademija Pandev
| Seizoen                                                    | Competitie        | Ronde | Land                           | Club            | Totaalscore | 1e W    | 2e W    | PUC |
| ---------------------------------------------------------- | ----------------- | ----- | ------------------------------ | --------------- | ----------- | ------- | ------- | --- |
| 2019/20                                                    | Europa League     | 1Q    | Vlag van Bosnië en Herzegovina | Zrinjski Mostar | 0-6         | 0-3 (T) | 0-3 (U) | 0.0 |
| 2022/23                                                    | Conference League | 1Q    | Vlag van Polen                 | Lechia Gdańsk   | 2-6         | 1-4 (U) | 1-2 (T) | 0.0 |
| Totaal aantal behaalde punten voor UEFA coëfficiënten: 0.0 |                   |       |                                |                 |             |         |         |     |

Zie ook
- Deelnemers UEFA-toernooien Noord-Macedonië
- Ranglijst van alle clubs die in de diverse Europa Cups zijn uitgekomen

Besa ·
AP Brera Strumica · 
Gostivar · 
Pelister · 
Rabotnički · 
Shkëndija · 
Shkupi · 
Sileks ·
Struga · 
Tikveš ·
Vardar Skopje ·
Voska Sport ·